# Kuala Lumpur Challenger 1992
Il Kuala Lumpur Challenger 1992 è stato un torneo di tennis facente parte della categoria ATP Challenger Series nell'ambito dell'ATP Challenger Series 1992. Il torneo si è giocato a Kuala Lumpur in Malaysia dal 4 al 10 maggio 1992 su campi in cemento.

## Vincitori

### Singolare
Sandon Stolle ha battuto in finale  Jeremy Bates con il punteggio di 7–6, 6–4

### Doppio
Jamie Morgan /  Sandon Stolle hanno battuto in finale  Tommy Ho /  Patrick Rafter con il punteggio di 6–4, 7–6